# Villalcázar de Sirga
Villalcázar de Sirga is een gemeente in de Spaanse provincie Palencia in de regio Castilië en León met een oppervlakte van 25,41 km². Villalcázar de Sirga telt 172 inwoners (1 januari 2016).

## Demografische ontwikkeling
Bron: INE, 1857-2011: volkstellingen